# احمد بهشتی شیرازی
سید احمد بهشتی شیرازی (زاده ۱۳۲۳ در قزوین) شاعر، نویسنده و پژوهشگر ایرانی عرفان و ادبیات فارسی است.
وی نوه سید علی اکبر بهشتی شیرازی می باشد.
وی تألیفاتی در حافظ‌شناسی و تفسیر اشعار او دارد. مهمترین اثر او کتاب شرح جنون (تفسیر موضوعی دیوان خواجه شمس الدین محمد حافظ شیرازی) است. فرشاد حبیبی استاد فلسفه دانشگاه در تورنتو معتقد است این کتاب بهترین تفسیر موضوعی است که در طول تاریخ بر حافظ نوشته شده‌است.
وی همچنین گاهنامه کیمیا را به همراه حسین محی‌الدین الهی قمشه‌ای در ۱۶ شماره منتشر کرده‌است.

## آثار
- فرزانگان (گفته‌های عارفان) / ۱۳۵۶ / انتشارات گوتنبرگ[۳]
- رباعی نامه / ۱۳۵۶ / روزنه / چاپ اول[۴]
- جُنگ کیمیا / ۱۳۶۶ / نشر امین[۵]
- شرح جنون / تفسیر موضوعی دیوان خواجه شمس الدین محمد حافظ شیرازی/ انتشارات روزنه / ۱۳۷۱[۶]
- رباعی نامه / انتشارات روزنه / ۱۳۷۲ / ۸۵۴ صفحه / چاپ دوم[۷]
- هزار قطعه: گزیده قطعات شعر فارسی / انتشارات روزنه / ۱۳۷۴
- گنج وحدت: گزیده ترجیع بند و ترکیب بند / انتشارات روزنه / ۱۳۷۶[۸]
- بوتراب نامه / انتشارات روزنه / ۱۳۹۹[۹]
- باغ اسرار خدا (شرح رباعیات مولانا) / انتشارات روزنه / ۱۳۹۵[۱۰]
- حلقه زلف (حضرت انسان کامل، حضرت لسان‌الغیب) / انتشارات روزنه / ۱۴۰۰[۱۱]
- کیمیا: دفتری در ادبیات و هنر و عرفان. در ۱۶ شماره ۱۳۷۷ تا ۱۳۹۹ (شماره‌های ۱ تا ۵ با همکاری حسین محی‌الدین الهی قمشه‌ای)[۱۲]
- کلمات : رموز و اشارات عارفان و عاشقان و صوفیان و معشوقان
- شرح رباعیات خیام و رساله شرابنامه / انتشارات روزنه / ۱۴۰۴ [۱۳]

## اشعار
- پرچم‌ها (مجموعه شعر) / ۱۳۵۰
- خروس‌ها در دریا (مجموعه شعر) / ۱۳۵۱[۱۴]
- طبل‌های سنگی (مجموعه شعر) ۱۳۵۲
- هنر مقاومت (۶ شماره) / ۱۳۵۶
- جزوه شعر (۶ شماره) / ۱۳۵۸ و ۱۳۵۹

## تصحیح
- تذکره آتشکده / آذر بیگدلی / نسخه برگردان دست‌نویس / انتشارا روزنه / ۱۳۷۷
- افسانه گلریز / ضیاء الدین نخشبی / نسخه برگردان دست‌نویس / انتشارات روزنه / ۱۳۷۷[۱۵]
- دیوان منصور حافظ / انتشارات روزنه / ۱۳۷۸[۱۶]
- دیوان کمال الدین اسمعیل (چاپ دوم) / نسخه برگردان دست‌نویس / انتشارات روزنه / ۱۳۹۵
- دیوان معین الدین فراهی هروی / انتشارات روزنه / ۱۳۹۵
- رباعیات خواجه ابوالوفای خوارزمی / انتشارات روزنه / ۱۳۹۵[۱۷]
- دیوان حسن دهلوی / با همکاری حمید رضا قلیچ خانی / انجمن مفاخر فرهنگی / ۱۳۸۳[۱۸][۱۹]
- دیوان کمال غیاث شیرازی / با همکاری دکتر محسن کیانی / کتابخانه مجلس شورا / ۱۳۹۰[۲۰]
- دیوان صامت اصفهانی / انتشارات روزنه / ۱۳۹۳
- قصص موسی (ع) / معین الدین فراهی هروی / با همکاری دکتر محسن کیانی / انتشارات علمی و فرهنگی / ۱۳۹۳[۲۱]